# Gymnophryxe blaptis
Gymnophryxe blaptis är en tvåvingeart som först beskrevs av Kugler 1971.  Gymnophryxe blaptis ingår i släktet Gymnophryxe och familjen parasitflugor.
Artens utbredningsområde är Israel. Inga underarter finns listade i Catalogue of Life.